# Tectaria jacobsii
Tectaria jacobsii är en ormbunkeart som beskrevs av Holtt. Tectaria jacobsii ingår i släktet Tectaria och familjen Tectariaceae. Inga underarter finns listade.